# Sudi (Karnataka)
Sudi (Kannada ಸೂಡಿ) ist ein ca. 6.500 Einwohner zählender Ort im Gemeindebezirk (taluk) von Ron im Norden des indischen Bundesstaats Karnataka.

## Lage und Klima
Der Ort Sudi liegt in einer Höhe von ca. 600 m knapp 50 km (Fahrtstrecke) nordöstlich der Distriktshauptstadt Gadag-Betageri bzw. ca. 35 km südöstlich von Badami. Der wegen seines mittelalterlichen Tempels bedeutsame Ort Itagi befindet sich ca. 44 km südöstlich. Das Klima ist subtropisch; Regen (durchschnittlich ca. 805 mm/Jahr) fällt nahezu ausschließlich in der sommerlichen Monsunzeit.

## Bevölkerung
Die mehrheitlich Kannada sprechende Bevölkerung des Ortes besteht nahezu ausschließlich aus Hindus. Der männliche Bevölkerungsanteil übersteigt den weiblichen um ca. 3 %.

## Wirtschaft
Traditionell spielt die Landwirtschaft die größte Rolle im wirtschaftlichen Leben; angebaut werden Getreide, Linsen und Gemüse aller Art. Im Ort selbst haben sich Kleinhändler, Handwerker und Tagelöhner angesiedelt.

## Geschichte
Die ersten Nachrichten über den Ort stammen aus der Zeit um 1000 n. Chr. als Sudi (alter Name Sundi) Bestandteil des Chalukya-Reiches war; im ausgehenden 11. Jahrhundert war es eine Art Bezirkshauptstadt mit eigener Münzprägestätte. Im 12. Jahrhundert übernahmen die südindischen Chola deren Machtpositionen, bis diese im 14. Jahrhundert vom Vijayanagar-Reich übernommen wurde, das selbst im Jahr 1565 in der Schlacht von Talikota unterging.

## Sehenswürdigkeiten

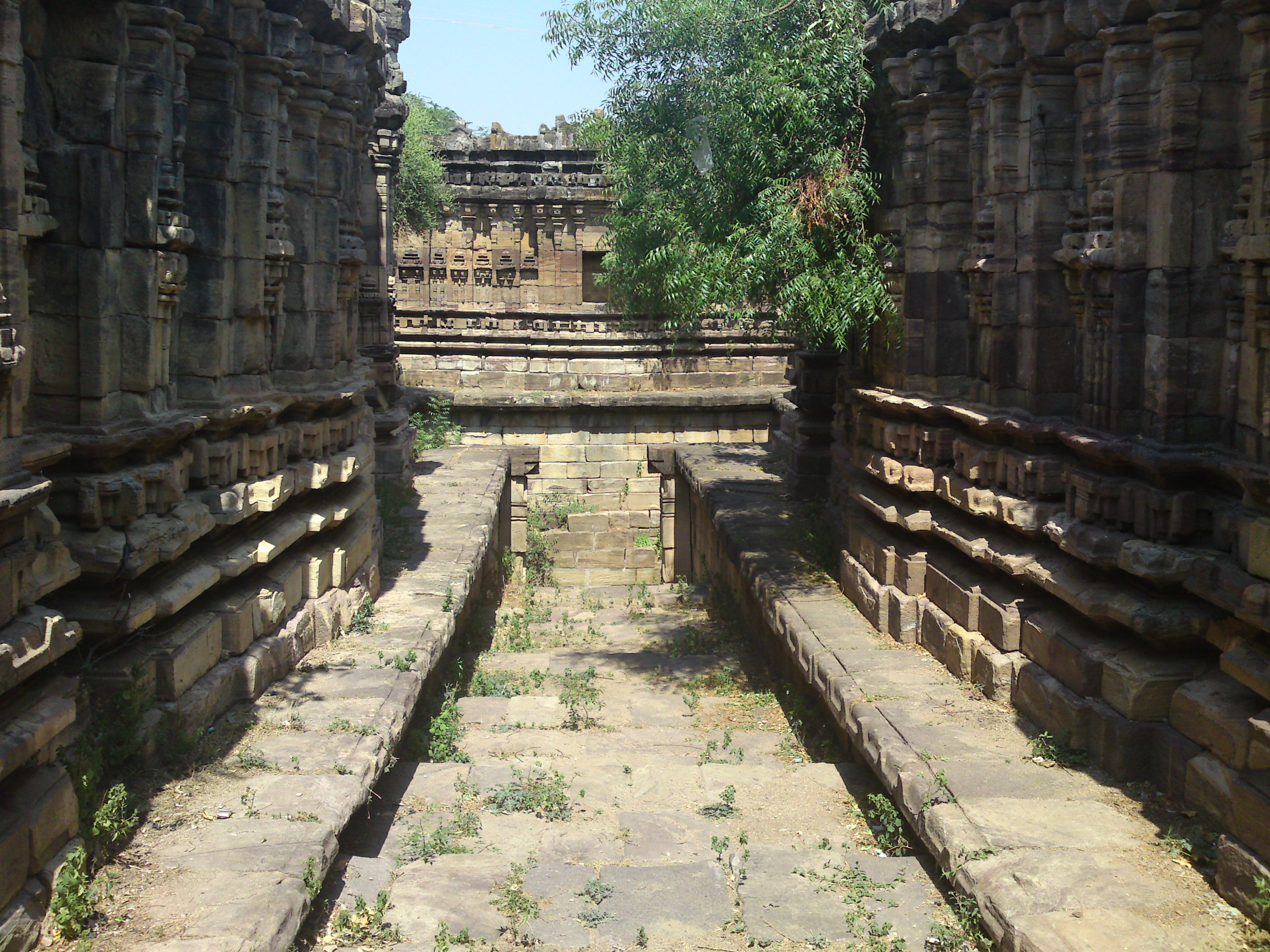
Sudi – Stufenbrunnen

- Der eintürmige Mallikarjuna-Tempel steht mitten im Ort; er wird noch genutzt und wirkt deshalb insgesamt etwas unaufgeräumt. In seinem Innern befindet sich eine schwarze Statue des ruhenden Vishnu-Narayana und ein Portal mit Wasserungeheuern (makaras) im Sturz.
- Der zweitürmige und mit kalasha-Krügen abschließende Jodu-Kalasa-Tempel steht außerhalb des Ortes und ist dem Hindu-Gott Shiva geweiht, dessen Turmaufbau (vimana) geringfügig höher ist als der gegenüber befindliche Turm mit einer leeren Cella (garbhagriha). Beide Bauteile sind durch eine Vorhalle (mandapa) miteinander verbunden, in welcher ein großer steinerner Nandi-Bulle liegt. Während die beiden Cellae im Innern weitgehend dunkel und schmucklos sind, wirkt die auf gedrechselten Säulen ruhende Vorhalle luftig und beinahe schwebend.
- Ein schmuckloser Stufenbrunnen, nagakunda genannt, führt bis auf den ehemaligen Grundwasserspiegel hinab.
- Im Ort steht ein kleiner Tempel mit einer riesigen Ganesha-Statue.
- Ein freistehender schwarzer Shiva-Lingam schmückt die Ortsmitte.